# 甘木歴史資料館
甘木歴史資料館（あまぎれきししりょうかん）は、福岡県朝倉市にある県立博物館である。

## 沿革
元々朝倉郡には、現在の朝倉市立三奈木小学校に併設されていた三奈木歴史館（1996年閉館）を除けば、歴史に関する専門の展示施設は存在しなかった。しかし1970年代から始まった大分自動車道建設に伴う発掘調査で、朝倉郡内に多くの遺跡が存在したことが判明し、そこから出土した遺物の管理・活用が望まれたうえ、かつて秋月城の城下町や甘木宿として栄えた甘木の歴史を展示する施設を求める要望が地元から寄せられたため、1979年（昭和54年）に福岡県教育委員会内で設置が決定し、福岡県立甘木・朝倉歴史民俗資料館として着工。1985年（昭和60年）5月25日に開館した。
以後現在に至るまで、福岡県教育委員会が九州歴史資料館条例に基づき運用しており、度々特別展を開催するほか、特別展図録を兼ねた資料館だより『温故』を年一回発行している。

## 施設
鉄筋コンクリート製2階建ての建物で、外装はいぶし銀瓦にナマコ壁・白壁の土蔵を意識したデザインとなっている。展示室は2階にあり、2つの常設展示室がある。
第1展示室：歴史・民俗コーナー
近世から近代に盛行した櫨蝋・養蚕業・甘木絞りに関する資料や、農業・生活・祭祀に関わる民俗資料、世界で初めて種痘を実施した福岡藩の藩医である緒方春朔に関する資料を展示。
第2展示室：考古コーナー
弥生時代後期から古墳時代前期にかけての大集落である平塚川添遺跡出土品や朝倉市立秋月中学校から出土した朝鮮鐘など、朝倉郡内から出土した考古遺物を展示し、考古学からみた朝倉郡の歴史を紹介。
このほか、屋外には国境石や支石墓、水車などを移設展示しており、また1階ロビーや2階ホールを用いた美術展示も開催される。1階には古文書庫と郷土学習室を有する。

## 利用案内
- 開館時間：9:30～16:30
- 休館日：月曜日（月曜が祝日の場合は翌日）、12月28日～1月4日
- 入館料：無料

### アクセス
最寄の交通機関は西鉄甘木線・甘木鉄道甘木線で、両甘木駅から徒歩15分。車では、大分自動車道甘木インターチェンジから5分。